# Лами (Фиджи)
Лами (фидж. Lami) — город в Фиджи, к северо-западу от Сувы.

## История
Коренные жители Сувы были вынуждены британскими колониальными державами в 1882 году переселиться в Сувавоу («новая Сува»), чтобы освободить место для новой столицы Сувы.
На окраине Лами расположена батарея Било (англ. Bilo Battery), которая была ключевым оборонительным сооружением, построенным во время Второй мировой войны, чтобы помочь охранять главный проход в рифе, ведущий в Суву.
Лами официально получил статус города в 1977 году.
В 2016 году было заявлено, что местная мемориальная школа Баллантайна была населена демонами или злыми духами[значимость факта?].

## Политика
Лами управляется городским советом из 12 членов, избираемых на трехлетний срок, которые избирают мэра из своей среды. Срок полномочий мэра составляет один год, но может быть продлен на неопределенный срок. На последних муниципальных выборах, состоявшихся 22 октября 2005 года, партия «Объединенная Партия Фиджи» (фидж. Soqosoqo Duavata ni Lewenivanua, англ. United Fiji Party) получила 11 из 12 мест. Новый совет избрал своим мэром Тевиту Вуаталеву.
После государственного переворота 2006 года режим распустил все органы местного самоуправления. Марика Роковада—Халласи была назначена администратором Лами, а также столицы Сувы. В 2010 году её сменил на обоих постах Чанду Умария, бывший мэр Сувы.